# Таха Бехбахані
Таха Бехбахані (*перс. تاها بهبهانی‎‎, 3 березня 1947) — сучасний іранський художник, скульптор, режисер телебачення і театру.

## Життєпис
Народився в 1948 році в Тегерані. У 1960 році захопився живописом. Навчався під керівництвом Алі Акбара Наджмабаді, одного з учнів Камаль-оль-Молька. Закінчивши художню школу Камаль-оль-Молька, навчався на факультеті драматичного мистецтва за напрямком дизайну телебачення, театру і кіно.
Він пройшов навчання в Паризькому коледжі драматичного мистецтва за напрямом театр маріонетки. Потфм навчався у Зальцбурзі.
Повернувшись до Ірану, Бехбахані протягом декількох років був директором Театру маріонетки, входив до Іранського національного творчого комітету мистецтв і до складу журі ЮНЕСКО на багатьох міжнародних виставках. Потім викладав на факультеті драматичного мистецтва Тегеранського університету на посаді професора.
В середині 1960-х років, перебуваючи під впливом сюрреалізму, він заснував власну школу живопису, названу «метафізичним сюрреалізмом». Його художні та скульптурні роботи активно виставляються по всьому світу, він брав участь в більш 40 персональних і колективних виставках. У 1969 році відбулася перша персональна виставка — у Тегерані. Аквтино виставлявся у 1970—1974 роках. Після цього на деяких час поринув у роботу. 1980 року відбулася перша виставка — у Франції.
Новий період участі у виставках почався у 2002 році. З цього моменту Таха Бехбахані майже щорічно (навіть декілька разів на рік) відбувалися його виставки в Ірані, Франції, Німеччині, Нідерландах, Японії, Великій Британії, Новій Зеландії, США, Бельгії, Швейцарії.

## Творчість

### Живопис
В його доробку численні живописи, театральні декорації, графіка. Його роботи демонструють впевненість малюнка і наявність власного стилю, що, укупі зі специфічною колористикою і відчуттям кольору, надають їм яскраво виражену індивідуальність. Стиль Тахи Бехбахані — це поєднання сюрреалістичних форм та східних містичних мотивів. При написані малюнків використовує олію, акварелі, акрилові фарби, гуаш. Один з основних мотивів його творчості — зображення птаха, наприклад, в циклі картин «Птахи Таха» (2006 рік). Крім того, Бехбахані створює гравюри.

### Скульптура
Також відомий як скульптор, Бехбахані — майстер кераміки і скла. Загалом в доробку 12 робіт з бронзи. Бехбахані є майстром зі створення медальйонів із золота та срібла.

### Телебачення
Є автором 3 фільмів на телебачення про мистецтва, які створено перською, англійською, французькою та німецькою мовами.